# Francisco Ayerra Santamaría
Francisco Ayerra Santamaría (San Juan, 1630 - Ciudad de México, 1708) fue un padre y poeta puertorriqueño. Es considerado el primer poeta nacido en Puerto Rico.

## Primeros años
Santamaría nació en San Juan, Puerto Rico donde recibió su educación primaria y secundaria. Se fue a México cuando era joven y se matriculó en la Universidad de México, donde obtuvo una licenciatura en Derecho Canónico. Después de esto, fue ordenado sacerdote.
Fue en México donde Santamaría escribió la mayoría de sus obras y alcanzó el éxito como poeta. Su estilo poético fue conocido como "cultural", porque se basaba en temas religiosos e históricos. Escribió sus versos tanto en español como en latín. Su trabajo ha sido incluido en muchas antologías.

## Primer rector del Seminario Tridentino en México
En 1690, Carlos de Sigüenza, un intelectual mexicano, quedó fascinado con las aventuras del puertorriqueño llamado Alonzo Ramírez, quien de niño se embarcó desde San Juan, Puerto Rico en un viaje de aventuras en 1675, que lo llevaría alrededor del mundo y eventualmente a su destino final Yucatán, México. Sigüenza escribió el libro titulado "Infortunios de Alonso Ramírez" (Las desgracias de Alonso Ramirez) donde narraba estas aventuras. La evidencia de archivo recientemente descubierta por Fabio López-Lázaro prueba no solo la existencia de Ramírez sino también la veracidad histórica de sus experiencias con piratas, más notablemente William Dampier, narrado por Sigüenza.
Santamaría ocupaba el cargo de Censor del Santo Oficio en México cuando fue abordado por Sigüenza. Durante este período de tiempo, la iglesia normalmente censuraría ese tipo de trabajo, sin embargo, Santa María, quien al igual que Ramírez también era oriundo de San Juan, Puerto Rico, pasó por alto sus obligaciones y autorizó su publicación. Se cree que Alonso Ramírez es el primer puertorriqueño que ha viajado por el mundo. Con el tiempo, Santa María se convirtió en el primer rector del Seminario Tridentino en México. Falleció en México en 1708.